# Oxybelus latidens
Oxybelus latidens är en stekelart som beskrevs av Carl Eduard Adolph Gerstäcker 1867. Oxybelus latidens ingår i släktet Oxybelus, och familjen Crabronidae. Arten är reproducerande i Sverige.